# میوه‌خورک سینه‌سیاه
میوه‌خورک سینه‌سیاه (نام علمی: Pipreola lubomirskii) نام یک گونه از سرده میوه‌خورک است.